# 比屋根隆
比屋根 隆（ひやね たかし、1974年2月26日）は、日本の実業家。レキサス創業者。レキサスアカデミー創立者。人財育成プロジェクトITfrogs（のち2013年Ryukyufrogsに改名。2017年9月に人財育成事業部門が独立により現在は株式会社FROGS）創業者。うむさんラボ代表取締役。環境省主催の実践型研修プログラム「migakiba」沖縄事務局担当者。

## 来歴
- 1989年3月　那覇市立城北中学校 卒業
- 1992年3月　沖縄県立首里東高校 卒業
- 1992年4月　沖縄国際大学短期大学部英文科を卒業し、沖縄国際大学商経学部商学科3年次編入[1]
- 1997年11月　沖縄国際大学商経学部商学科在学中、IT企業の設立（有限会社ソフトファクトリー）に取締役として参画。学生ポータルサイト開発、企業向けの独自サービスを提供した。
- 1998年3月　沖縄国際大学商経学部商学科を卒業[1]
- 1999年5月　有限会社ソフトファクトリー取締役退任
- 1999年6月　有限会社レキサス 設立（代表取締役）

Webサイトやアプリケーションの開発・販売などを手がける。また2008年より、沖縄の次世代リーダーを育成するために、人財育成プロジェクト「Ryukyufrogs」をスタート。2017年9月に人財育成事業部門が独立、株式会社FROGSとなる。2018年、株式会社うむさんラボを立ち上げ、沖縄の未来共創デザインに取り組んでいる。

## 啓蒙・慈善活動
沖縄の抱える諸問題の根本解決のためには経済的自立力を高めることが必要不可欠とし、「人材育成を通して沖縄経済の自立と発展をめざす」ための企業家の育成にも力を注いだ。2013年には若手経営者を育成するため「レキサス アカデミー」を開講。沖縄型若年層向けIT高度人材育成促進事業を活用し3,769,000円が沖縄県より補助された。
また、自身が立ち上げ人となった「うむさんラボ」では社会問題の解決につながる事業を支援する活動として、株式会社ボーダレス・ジャパンの代表である鈴木雅剛と共同企画として「うむさんアカデミー」を2019年にスタート。社会問題の本質を抽出しビジネスプランを立ち上げる起業家育成に力を注いでいる。

## 受賞・栄典
- 2014年第5回ロッキーチャレンジ賞（仲村巌チャレンジ基金主催）を受賞し賞金100万円と盾が贈られた。授与式は2014年5月30日（金）琉球大学21世紀フォーラムの場で行われた。[1][2]

- 2021年（令和3年）、比屋根が2008年発起人として開始したITfrogsが進化してできた次世代リーダー育成「frogsプログラム」がGOOD DESIGN AWARDを受賞した[9][10]。

- 同年10月  - 比屋根が代表取締役社長をつとめる株式会社レキサスと、株式会社フォーデジット、支援団体しんぐるまざあず・ふぉーらむ沖縄と共同で手がける、沖縄のシングルマザーへ向けたWebデザイン就業支援プロジェクト「MOM FoR STAR（マム フォー スター）」が、2021年度グッドデザイン賞（主催：公益財団法人日本デザイン振興会）を受賞した。[11][12]